# Baltimore Colts 1958
La stagione 1958 dei Baltimore Colts è stata la sesta della franchigia nella National Football League. Sotto la direzione del capo-allenatore al quarto anno Weeb Ewbank, la squadra vinse 9 partite, terminando al primo posto della Western Conference. Nella finale di campionato batté i New York Giants con un touchdown nei tempi supplementari del fullback Alan Ameche, conquistando il suo primo titolo.

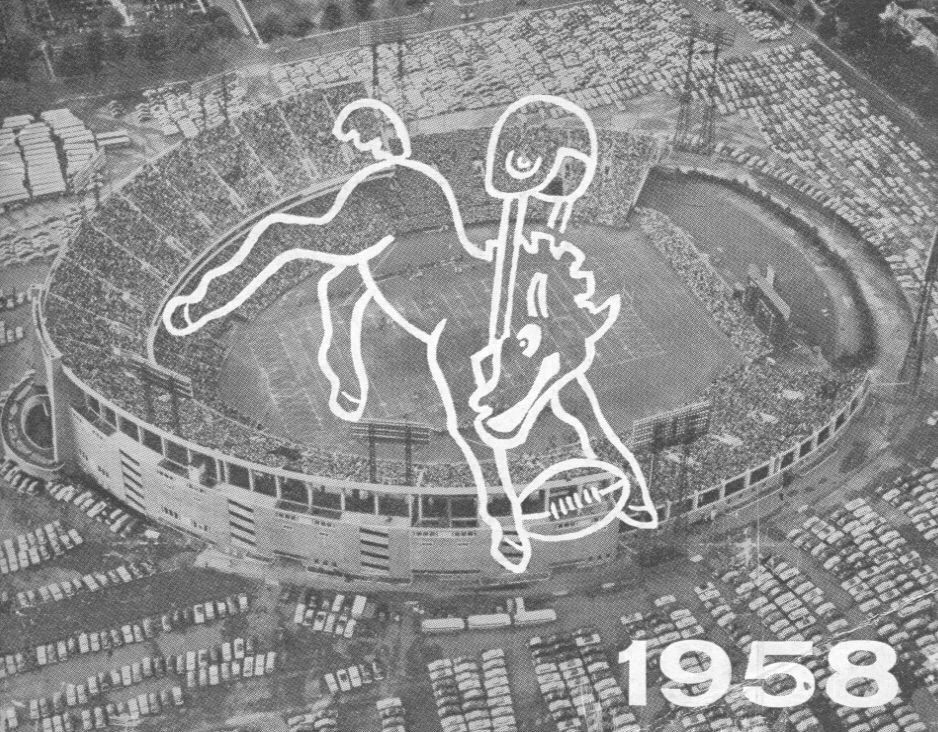
Il Baltimore Memorial Stadium nel 1958

## Calendario
| Stagione regolare |              |                        |           |        |                               |          |
| Turno             | Data         | Avversario             | Risultato | Record | Stadio                        | Pubblico |
| 1                 | 28 settembre | Detroit Lions          | V 28–15   | 1–0    | Memorial Stadium              | 48,377   |
| 2                 | 4 ottobre    | Chicago Bears          | V 51–38   | 2–0    | Memorial Stadium              | 52,622   |
| 3                 | 12 ottobre   | at Green Bay Packers   | V 24–17   | 3–0    | Milwaukee County Stadium      | 24,533   |
| 4                 | 19 ottobre   | at Detroit Lions       | V 40–14   | 4–0    | Briggs Stadium                | 55,190   |
| 5                 | 26 ottobre   | Washington Redskins    | V 35–10   | 5–0    | Memorial Stadium              | 54,403   |
| 6                 | 2 novembre   | Green Bay Packers      | V 56–0    | 6–0    | Memorial Stadium              | 51,333   |
| 7                 | 9 novembre   | at New York Giants     | S 21–24   | 6–1    | Yankee Stadium                | 71,164   |
| 8                 | 16 novembre  | at Chicago Bears       | V 17–0    | 7–1    | Wrigley Field                 | 48,664   |
| 9                 | 23 novembre  | Los Angeles Rams       | V 34–7    | 8–1    | Memorial Stadium              | 57,557   |
| 10                | 30 novembre  | San Francisco 49ers    | V 35–27   | 9–1    | Memorial Stadium              | 57,557   |
| 11                | 6 dicembre   | at Los Angeles Rams    | S 28–30   | 9–2    | Los Angeles Memorial Coliseum | 100,202  |
| 12                | 14 dicembre  | at San Francisco 49ers | S 12–21   | 9–3    | Kezar Stadium                 | 53,334   |

### Playoff
| Playoff          |                  |                    |               |                |          |
| Turno            | Data             | Avversario         | Risultato     | Stadio         | Pubblico |
| NFL Championship | 28 dicembre 1958 | at New York Giants | V 23–17 (DTS) | Yankee Stadium | 64,185   |

## Classifiche
| NFL Western Conference |   |    |   |      |       |     |     |     |
|                        | V | S  | P | %    | CONF  | PF  | PS  | STR |
| Baltimore Colts        | 9 | 3  | 0 | .750 | 8–2   | 381 | 203 | S2  |
| Los Angeles Rams       | 8 | 4  | 0 | .667 | 7–3   | 344 | 278 | V3  |
| Chicago Bears          | 8 | 4  | 0 | .667 | 7–3   | 298 | 230 | V2  |
| San Francisco 49ers    | 6 | 6  | 0 | .500 | 4–6   | 257 | 324 | V2  |
| Detroit Lions          | 4 | 7  | 1 | .364 | 3–6–1 | 261 | 276 | S2  |
| Green Bay Packers      | 1 | 10 | 1 | .091 | 0–9–1 | 193 | 382 | S7  |

Nota: I pareggi non venivano conteggiati ai fini della classifica fino al 1972.